# Guard
Guard är, inom basket, bollföraren som leder spelet i anfall.

## Användning
I den typiska speluppställningen spelar man med en eller två guarder. Förstaguarden, den så kallade "ettan" eller "point guarden", driver oftast upp bollen och styr anfallet genom att visa tecken för olika spelsystem eller genom att fördela bollen.
Andraguarden – även kallad "tvåan", "shooting guard" eller swing guard – släpar (trailar) ofta efter den som driver upp bollen. Andraguardens främsta uppgift är att komma till skottlägen och gå mot korgen.